# Przylądek strachu (film 1962)
Przylądek strachu (tytuł oryg. Cape Fear) – amerykański psychologiczny dreszczowiec noir z 1962 w reżyserii J. Lee Thompsona, oparty na powieści Johna D. MacDonalda The Executioners z 1957.

## Obsada
- Gregory Peck – Sam Bowden
- Robert Mitchum – Max Cady
- Polly Bergen – Peggy Bowden
- Lori Martin – Nancy Bowden
- Martin Balsam – Mark Dutton
- Jack Kruschen – Dave Grafton
- Telly Savalas – Charles Sievers
- Barrie Chase – Diane Taylor